# Ramon Berloso
Ramon Berloso, detto "Killer della balestra" (Farra d'Isonzo, 1975 – Udine, 20 agosto 2010), è stato un serial killer italiano.
Uccise due prostitute a Udine tra marzo e maggio 2010, ovvero qualche anno dopo essere stato condannato per un altro omicidio. Dopo il suo arresto confessò entrambi i delitti, ma si suicidò prima che un processo potesse avere inizio.

## Primi anni di vita
Nacque nel 1975 nel comune di Farra d'Isonzo, in provincia di Gorizia, come figlio unico di una coppia molto stimata dai vicini. Berloso non subì alcun caso di abuso durante la sua infanzia, ma veniva spesso descritto come un bambino timido che preferiva isolarsi dagli altri e dedicarsi alla sua passione per il motocross, visitando frequentemente la pista Motor Expo Racing.

## Crimini

### Omicidio di Alessandro Paglavech
Il 24 ottobre 1993, l'allora diciassettenne Berloso si iscrisse per partecipare a una gara di motocross nei pressi di Farra d'Isonzo, ma si ritrovò coinvolto in un litigio con un ragazzo di 18 anni chiamato Alessandro Paglavech e tra i due scoppiò una rissa in un campo lì vicino. Stando alle ricostruzioni, Berloso colpì Paglavech più forte di quanto si aspettasse, facendo cadere il giovane privo di sensi in una pozzanghera di fango e soffocandolo a morte.
Inizialmente, Berloso cercò di addossare la colpa dell'omicidio ad altri due uomini, Massimiliano Spangher e Roberto Ventura, sostenendo di averli visti mentre si azzuffavano con Alessandro Paglavech. In seguito egli ritrattò queste affermazioni e ammise di essere il responsabile del delitto. Nel 1996 fu ritenuto colpevole di omicidio preterintenzionale e condannato a 6 anni e 8 mesi di reclusione. Scontò la sua pena nel carcere minorile di Marca e, secondo l'ex fidanzata, divenne più freddo e scontroso nei suoi confronti, il che la portò a lasciarlo.

### Scarcerazione
Dopo aver scontato per intero la sua pena, venne rilasciato e  trovò lavoro come giardiniere e sposò una brasiliana conosciuta a Milano di nome Eloa Janes de Macero, dalla quale ebbe una figlia. La coppia alla fine si separò a causa di vari disaccordi e, almeno in un'occasione, la sua ex moglie lo accusò di aver rapito la loro bambina. In questo caso la denuncia non sortì alcun effetto, poiché le autorità stabilirono che non costituiva un rapimento in quanto l'uomo poté esercitare la patria potestà.
Berloso non era noto per creare problemi ai suoi conoscenti e vicini, ma alcuni notarono che appariva sempre cupo e taciturno. Sua madre avrebbe poi affermato che la separazione dalla moglie gli causò una forte depressione, la quale si aggravò ulteriormente quando, nel 2008, scoprì per caso il corpo del padre riverso sul pavimento di casa. Venne accertato che l'uomo morì per cause naturali, ma la vista del cadavere colpì molto il giovane Ramon ed ebbe un grande impatto sulla sua psiche.

### Gli "omicidi della balestra"
Nel marzo 2010 conobbe Ilenia Vecchiato, un'estetista ventottenne di Bologna, che offriva anche prestazioni sessuali. Dopo essersi incontrati, i due si recarono alla villa di una coppia di anziani per cui Berloso aveva lavorato in precedenza come giardiniere e si offrì di fare sesso lì, dato che in quel momento l'edificio era disabitato. Una volta arrivati sul posto, però, Berloso colpì la donna al cranio con una spranga di ferro e poi le sparò in testa un dardo con una balestra. Dopo averle rubato 10000 €, il cellulare e la carta di credito, l'assassino ne seppellì il corpo sulla riva di un fiume nei pressi di Tapogliano. I genitori di Vecchiato denunciarono la scomparsa della figlia il 10 marzo, ma la polizia locale non riuscì a localizzarla.
Il 20 maggio, Berloso organizzò un incontro con Diana Alexiu, un'escort ventiquattrenne di origini romene che si era recentemente trasferita a Desenzano del Garda dopo un incidente con un altro cliente. Una volta incontratisi al casello autostradale, si diressero verso la villa, ma lungo la strada Alexiu cominciò a insospettirsi e cercò di fuggire. La donna si gettò fuori dall'auto in movimento, ma rimase ferita e non riuscì a scappare. Berloso la raggiunse, estrasse la balestra dal bagagliaio dell'auto e le sparò un colpo allo stomaco. 
Durante le sue confessioni, Berloso disse di aver visto Alexiu implorarlo di risparmiarle la vita e di portarla in ospedale, riuscendo quasi a convincerlo, ma lei spirò prima che ciò potesse accadere. Il killer poi trasportò il corpo dell'escort sulla riva del fiume e lo seppellì accanto a quello di Vecchiato, prima di abbandonare l'automobile che stava guidando in una stazione ferroviaria di Cervignano del Friuli. 

## Indagini e successivo arresto
Senza che Berloso lo venisse a sapere, gli investigatori avevano già monitorato i dispositivi e le carte di credito delle due vittime, scoprendo che il serial killer aveva utilizzato l'auto e il cellulare di Vecchiato per organizzare un incontro con l'altra donna. Per questo motivo venne inviata una squadra di carabinieri ad arrestarlo. A quanto pare Berloso se ne rese conto e fuggì, recandosi invece in quella di Giorgio Saccon, un sacerdote e amico di famiglia che viveva a Treviso, al quale Ramon confessò l'uccisione Paglavech nel 1993. Dopo essersi consultato con Saccon, Berloso si convinse a consegnarsi alle autorità e si costituì poco dopo a Padova.

### La confessione e il suicidio
Dopo essere stato trasferito alla stazione di polizia di Udine, Berloso confessò prontamente entrambi gli omicidi e indicò dove aveva seppellito i corpi, nonché il luogo in cui aveva abbandonato la balestra utilizzata in entrambi i delitti. Quando gli venne chiesto il movente, affermò di essere alla disperata ricerca di denaro e di aver deciso di derubare prostitute ed escort. Berloso disse inoltre di aver sempre saputo che prima o poi la polizia lo avrebbe catturato, per questo aveva pensato di fuggire in Brasile, paese nel quale viveva un suo amico.
Dopo le confessioni, venne trasferito al carcere di Udine in attesa del processo. La sera del 4 agosto, una guardia carceraria vide che Berloso si era impiccato con delle lenzuola legate alle grate delle finestre. Il personale medico fu immediatamente avvisato e il trentacinquenne venne trasportato d'urgenza in infermeria, dove fu ricoverato in stato comatoso a causa degli effetti dell'anossia cerebrale. Un'ispezione della sua cella la mattina seguente portò alla scoperta di tre lettere scritte a mano: una indirizzata a sua figlia, un'altra a sua madre e l'ultima (scritta in portoghese) a un'amica, ma nessun biglietto d'addio.
Ramon Berloso venne tenuto in vita per circa quindici giorni, finché non ne venne annunciata la morte cerebrale. Di conseguenza, il suo supporto vitale fu interrotto e lui si spense poco dopo. Non molto tempo dopo l'annuncio del suo decesso, la madre di Berloso dichiarò in un'intervista che aveva intenzione di organizzare un funerale privato a cui avrebbero partecipato solo i parenti più stretti e che presto se ne sarebbe andata da Aiello del Friuli, poiché la casa sarebbe stata per sempre etichettata come il covo di un assassino.